# Âat
Pour les articles homonymes, voir Aat.
Âat (« La Grande ») est une reine de la XIIe dynastie égyptienne. De toutes les femmes d'Amenemhat III, seul son nom est connu de l'archéologie moderne avec certitude.

## Famille
Elle est l'une des nombreuses femmes d'Amenemhat III. Elle est peut-être la mère de Néférousobek[réf. nécessaire].

## Titres
Les titres d'Âat sont : « Femme du roi », « Khénémet-néfer-hedjet (ẖnm.t nfr-ḥḏ.t,) ».  

## Sépulture
Âat est enterrée à Dahchour, sous la pyramide de son mari, avec une autre reine dont le nom est perdu. Sa chambre funéraire est sous le côté sud de la pyramide. La boîte avec les vases canopes est placée dans une niche au-dessus de l'entrée[réf. nécessaire].
Bien que la tombe ait été violée dans l'Antiquité, les archéologues ont trouvé son sarcophage, une fausse porte et une table d'offrandes ainsi que quelques pièces d'équipement funéraire, comme sept bols en albâtre en forme de canards, deux têtes de macis, des morceaux de bijoux et l'un des vases canopes. Parmi les objets funéraires de l'autre reine enterrée dans la chambre adjacente, il y avait des bols en obsidienne et en albâtre, des têtes de massue en granit et en albâtre et quelques bijoux, ainsi que les morceaux d'un petit sanctuaire en pierre[réf. nécessaire]. Âat avait environ 35 ans à sa mort, l'autre reine avait environ 25 ans. Leurs ossements ont été retrouvés. 